# 多湖辉
多湖輝（日语：／ Tago Akira，1926年2月25日—2016年3月6日）是一名日本心理學家，東京未來大學名譽學長，千葉大學名譽教授，多湖輝研究所所長。

## 生平
他于1966年出版暢銷解謎叢書“頭腦體操”，40年來已經出版23卷續編。他亦知名于為雷頓教授等電子遊戲設計謎題。